# Halte Chatelet richting Cassiopeia
Halte Chatelet richting Cassiopeia is het tiende stripalbum uit de Ravian-reeks. Het album is getekend door Jean-Claude Mézières met scenario van Pierre Christin. Het vormt samen met de delen Brooklyn station, eindpunt Kosmos, Verschijningen op Inverloch en De banvloek van Hypsis een cyclus van vier verhalen over de nucleaire ramp die de aarde in de toekomst zal treffen.

## De verhalen
Ravian onderzoekt samen met meneer Albert, de plaatselijke contactpersoon van Galaxity in het Frankrijk van 1980, een reeks verschijnselen die er op wijzen dat iemand een uiterst gevaarlijke technologie probeert te verkopen die niet in deze tijd thuis hoort. Ondertussen probeert Laureline elders de herkomst van deze technologie te achterhalen (zie deel 1).